# Ergün Demir
Ergün Demir (Giresun, Turska 10. prosinca 1969.) turski je glumac. Najpoznatiji je po ulozi Ali Kemala Evliyaoğlua u turskoj seriji Tisuću i jedna noć. 
Odrastao je u Francuskoj, u koju se s obitelji doselio 1974. godine, ali se 2005. godine vraća u Tursku, u Istanbul. Podučava djecu, glumi u Ekol Drama Sanat Evi. Dobar je prijatelj Emira Berikera i Kemala Deniza. Nadimak mu je Tombison.

## Filmografija
- (2010.) - Es Es - Kudret
- (2006. – 2008.) - Tisuću i jedna noć - Ali Kemal Evliyaoğlu
- (2007.) - Cool School - Münafik Bülbül
- (2006.) - Haci - povjerenik Halit Ergüder
- (2005.) - Pobjeda nad... - Birol
- (2005.) - Yumurcak Kamp - IIke
- (2003.) - Otisak prsta - Sami